# Bukovinai földikutya
A bukovinai földikutya (Spalax graecus) az emlősök (Mammalia) osztályának a rágcsálók (Rodentia) rendjébe, ezen belül a földikutyafélék (Spalacidae) családjába tartozó faj.

## Rendszertan
Két közeli rokona van, a kizárólag az Erdélyi-medencében élő mezőségi földikutya és a Havasalföldön (Olténiában és Munténiában) élt kihalt román földikutya. Előbbi akkor alakult ki, amikor a Kárpátok kiemelkedett és utána feltételezhető, hogy a kis földikutyák, amelyek jóval később jelentek meg ezen a területen - egyébként sokkal hatékonyabban kolonizálnak, mint a nagy földikutyák - nyomultak be a mostanra kettévált bukovinai és román földikutya elterjedési területére és jóval több, mint fél millió évvel ezelőtt a kis földikutyáknak a megjelenése ezen a területen elválasztotta ezt a két csoportot.

## Előfordulás
A kontinens keleti részén - politikailag Moldovában, Romániában és Ukrajnában - honos. Erdélyben is őshonos. A föld alatt él.

## Megjelenése
A szemét bőr fedi.

## Életmódja
Tápláléka gumókból és gyökerekből áll. Az állat életmódjáról rendkívül elenyészőek az ismereteink, mivel ritkán merészkedik a külvilágba.